# Сален, Ромен
Ромен Жюль Сален (фр. Romain Jules Salin; род. 29 июля 1984, Майен) — французский футболист, вратарь клуба «Ренн».

## Клубная карьера
Родился 29 июля 1984 года в Майене. Воспитанник юношеских команд футбольных клубов «Ле-Ман» и «Ренн», выиграв с последней Кубок Гамбарделла в 2003 году.
С 2003 года находился в составе клуба «Лаваль», тем не менее так и не дебютировал за команду и в следующем году перешёл в «Лорьян», где сыграл 9 матчей в Лиге 2 в дебютном сезоне. По итогам второго сезона, в котором Сален сыграл всего 2 матча, клуб вышел в высший дивизион, однако сам вратарь остался в Лиге 2, поскольку был отдан в аренду на сезон 2006/07 в «Либурн», где закрепился и был основным вратарём. Летом 2007 года Сален вернулся в «Лорьян», тем не менее снова проиграл конкуренцию за место в воротах и за сезон 2007/08 сыграл в команде только одну игру, выйдя на замену вместо Лионеля Каппоне в Кубке лиги. В июле 2008 года, после окончания контракта, покинул клуб и продолжительное время оставался без контракта.
27 января 2009 года подписал контракт с «Туром», где быстро вытеснил из основы лихтенштейнского вратаря Петера Йеле и за полтора года сыграл 34 матча в Лиге 2.

## Достижения
«Спортинг»
- Обладатель Кубка Португалии: 2018/19